# Mithra Patera
La Mithra Patera è una struttura geologica della superficie di Io.